# Via Appia

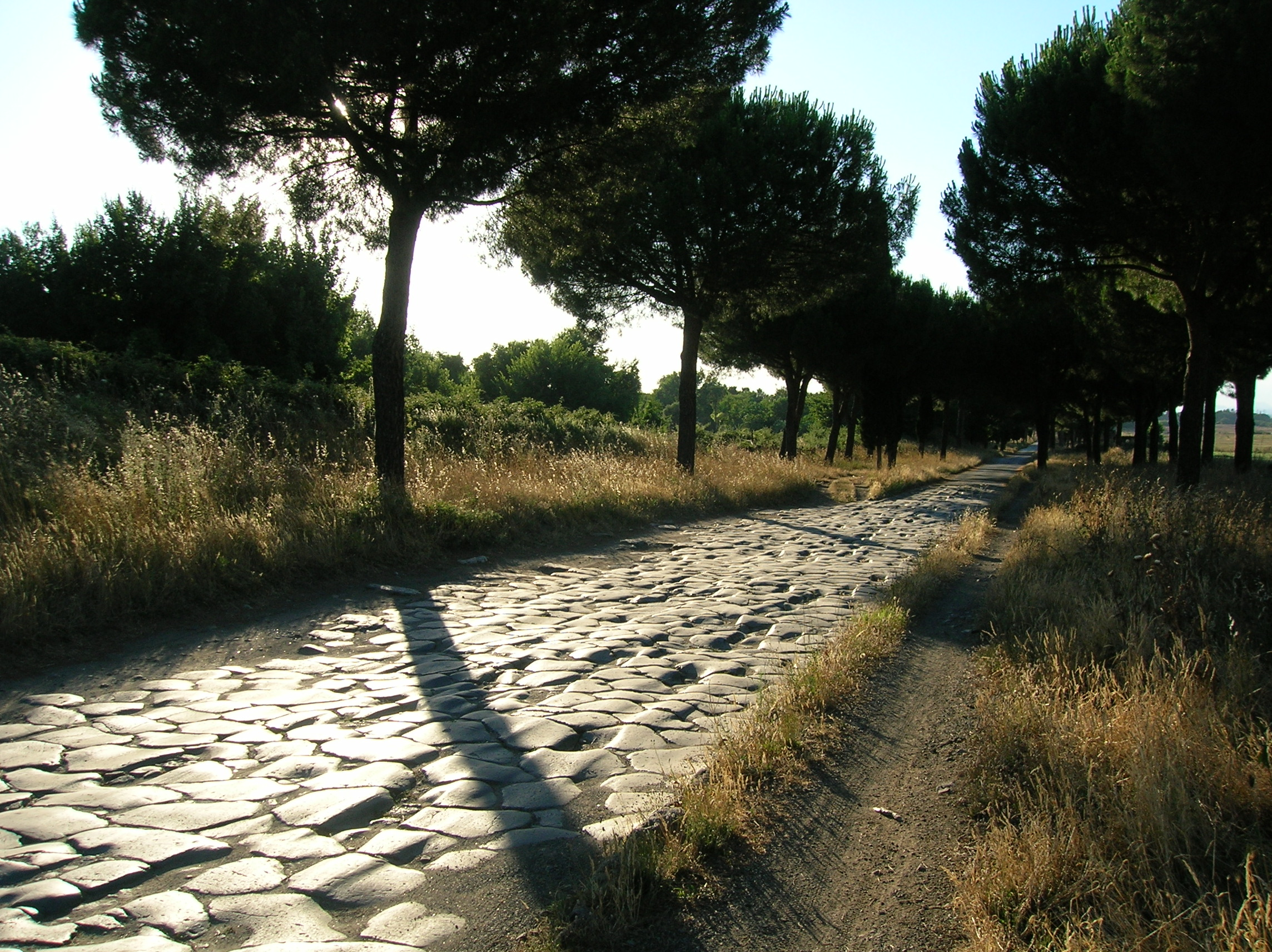
Kamienna nawierzchnia drogi współcześnie

Via Appia (właśc. Via Appia Antica), Droga Appijska – najstarsza droga rzymska, przebiegająca przez Italię w południowej części Półwyspu Apenińskiego.

## Przebieg
Zasadniczą jej rolą było połączenie Wiecznego Miasta z Kampanią i zaopatrzenie go w tamtejsze produkty rolne. Początek miała przy rzymskim Forum Romanum i przez Bramę Kapuańską (Porta Capena) prowadziła na południe w okolice Kapui pod Neapolem, gdzie skręcała na wschód i ciągnęła się aż do Brindisi na wybrzeżu Adriatyku, zbiegając się tam z Via Traiana (współcześnie z Via Adriatica). Połowę szlaku wytyczała miejscowość Forum Appii (Forum Appiusza, dzisiejsze Torre del Mercato), znana z tego, że chrześcijanie wyszli tam na spotkanie św. Pawła (Dz 28,15). Na odcinku od Velitrae do Norba szlak biegł po dawnej drodze żwirowej Via Norbana. Był drogą państwową, przebiegał po gruncie należącym do Rzymu. Przez wieki był starannie utrzymywany, przebudowywany i naprawiany.
Obecnie na przedmieściach Rzymu droga przebiega przez Parco dell'Appia Antica, w którym znajdują się ruiny starożytnych willi, a także antyczne katakumby. W Rzymie równolegle do starożytnej drogi w odległości kilku kilometrów biegnie też współczesna Via Appia Nuova. Chociaż sama nie stanowi atrakcji, to jednak dostęp do niektórych zabytków Parco dell'Appia Antica (jak Villa dei Quintili) możliwy jest tylko z jej strony.

## Historia

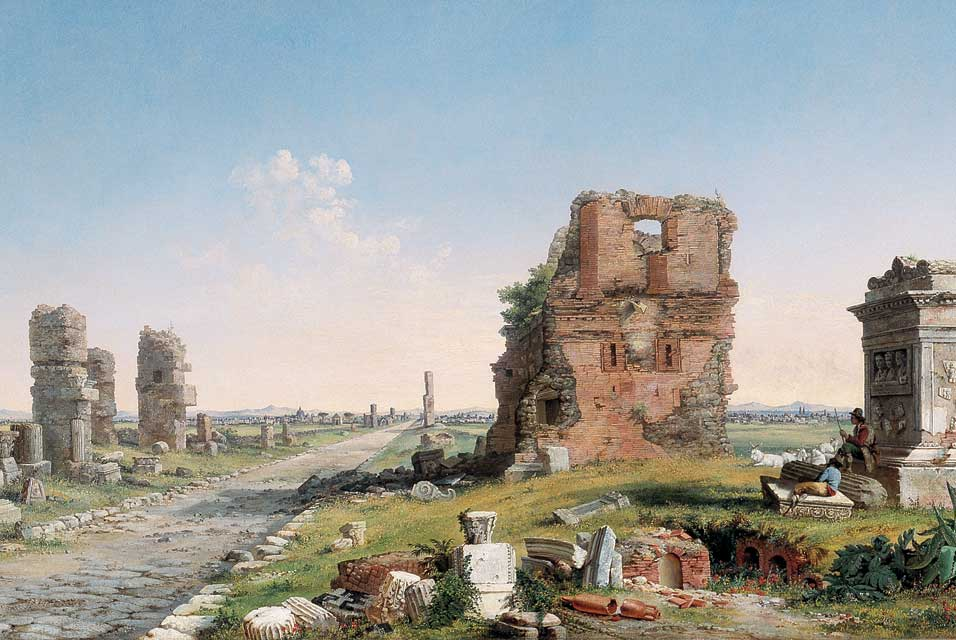
Wygląd drogi z otoczeniem w XIX stuleciu (mal. J.L. Chapman, 1867)

Zgodnie ze świadectwem Liwiusza budowę drogi rozpoczął cenzor Appiusz Klaudiusz w 312 p.n.e. Początkowo była ona gościńcem prowadzącym od Porta Capena w Rzymie do Formiae i przedłużonym do Kapui; ukończenie tej części miało nastąpić w 293 p.n.e. Po zakończeniu ostatecznej rozbudowy (270-225 p.n.e.) łączyła Rzym z portowym Brundisium, zapewniającym morskie połączenia z Grecją i rzymskimi posiadłościami na Wschodzie przez Terracinę, Kapuę, Beneventum i Tarent. Jej zamorskie przedłużenie stanowiła Via Egnatia. Przez odgałęzienia miała połączenia z innymi drogami Italii (np. z Via Popillia – w Calatia; także z Via Latina, Via Traiana). Najstarszy kamień milowy znaleziony w okolicy Mesa (staroż. Ad Meidias, dosł. Przy Połowie) datuje się z czasów pierwszej wojny punickiej. Za latyńską kolonią Minturnae stał setny kamień milowy, utrwalony w nazwie obecnej miejscowości Masseria Centore.
Kolejni władcy mieli swój udział w jej rozbudowie i upiększaniu: Cezar, August, Klaudiusz, Domicjan, Trajan, Hadrian i Septymiusz Sewer. Podczas przebudów został m.in. w roku 289 p.n.e. poszerzony jej najstarszy odcinek. Za Trajana nastąpiło położenie bruku na długości 19 mil (tj. 28 km). Kontynuował on prace podjęte przez Nerwę, doprowadzając je w 100 r. n.e. aż do 48 kamienia milowego od Forum Appii.
W XIX wieku odrestaurowano stary szlak i przywrócono jego świetność na odcinku pierwszych 11 mil; dziś jest jedną z atrakcji turystycznych „Wiecznego Miasta”. Odnowiony odcinek drogi ciągnie się do Ciampino pod Rzymem.

## Konstrukcja

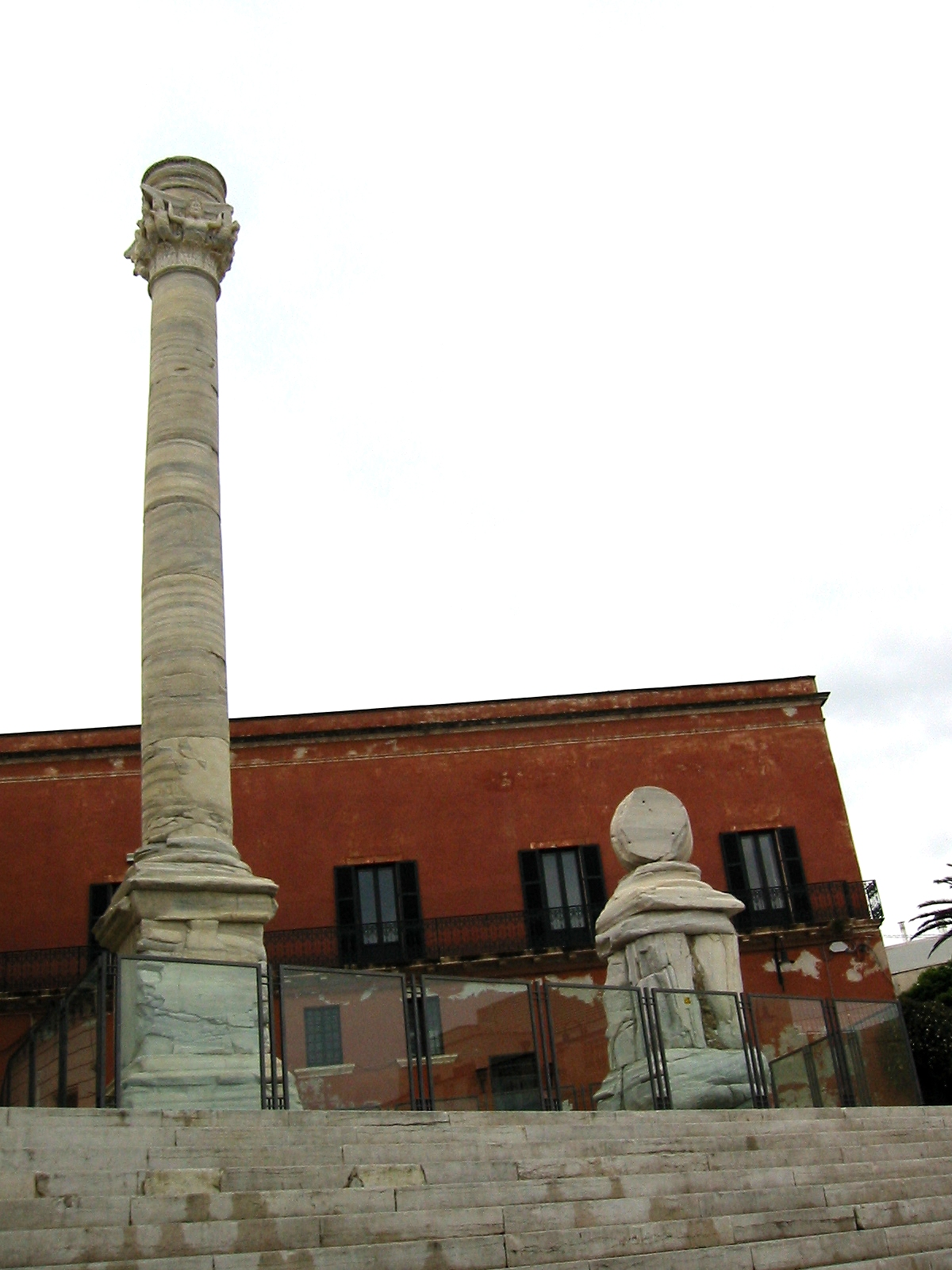
Kolumny zamykające szlak w Brindisi

Droga początkowo nie była prawdopodobnie brukowana (wiadomo jedynie, że do 293 p.n.e. położono bruk aż do Bowilli) i ostateczną postać uzyskała dopiero w późniejszym okresie, gdy zyskała miano „królowej dróg”. Opisywana niejednokrotnie Via Appia wywoływała zachwyt świadków, m.in. dokładnym zespoleniem swej kamiennej nawierzchni. Bizantyjski historyk Prokop z Cezarei w 536 r. zanotował, że jej szerokość umożliwiała wyminięcie się dwóch pojazdów, a nawierzchnię stanowiły duże kamienie, podobne do młyńskich, tak ściśle połączone, że stwarzały wrażenie jednej płyty kamiennej. Mimo wielowiekowego już wówczas funkcjonowania nie nosiła jednak śladów istotnych uszkodzeń.
Dla zwiększenia trwałości tego traktu zastosowano 4 warstwy tzw. korpusu drogowego:
a) podłoże z kamienia tłuczonego (brekcja) grubości 20 cm;
b) warstwę kamienia na zaprawie wapiennej (20 cm);
c) warstwę drobnego tłucznia kamiennego (7,5 cm);
d) nawierzchnię z bloków kamiennych (silex) bądź nieregularnych bloków z kamienia wulkanicznego.
Odcinek przebiegający przez Bagna Pontyjskie (Pontinae paludes) zbudowany był na nasypie o długości 28 km, wysokości 3-4 metrów i szerokości 20–23 metrów. Na niektórych odcinkach mury oporowe zabezpieczały trakt przed osuwaniem się gruntu – np. w okolicach Aricii mur o wysokości 43 metrów. Dla utworzenia przejść usuwano ostrogi skalne – np. w Terracina szlak biegnie wzdłuż ściany wyciętej do wysokości 36 m (co poświadczają liczby wyryte na stoku). Koło Casilinum (dzisiejsza Kapua) drogę przecinał most w Narnii (Umbria), z którego zachowały się filary i łuk lewobrzeżny; miał on długość ponad 120 metrów przy rozpiętości 16–32 m czterech przęseł, wznoszących się na wysokość powyżej 30 metrów.

## Znaczenie

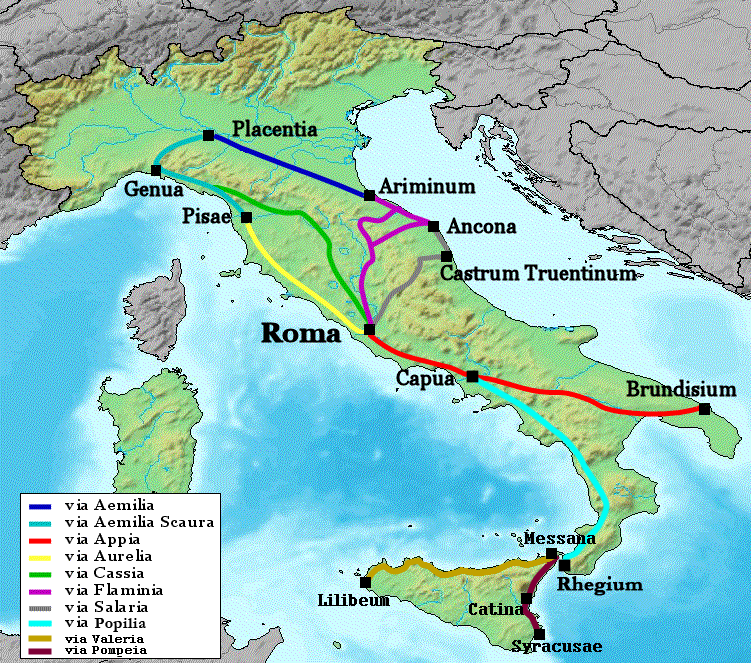
Drogi rzymskie w Italii (czerwono zaznaczona Via Appia)

Z informacji Liwiusza wynika, że Via Appia miała stanowić punkt wyjścia dla wszystkich dróg prowadzących w kierunku Wielkiej Grecji, zarazem będąc pierwszym odcinkiem gęstej sieci dróg Cesarstwa o imponującej do dziś rozpiętości. Na decyzji o jej budowie niewątpliwie musiały zaważyć względy polityczno-wojskowe. Przeszła jednak do historii nie tylko jako ważna arteria komunikacyjna, ale też dzięki zainicjowaniu udoskonalonej technicznie budowy dróg rzymskich.

### Rola strategiczna
Od początku miała doniosłe znaczenie strategiczne, łącząc stolicę imperium z ważnym portem nad Adriatykiem, zapewniającym komunikację ze wschodnimi prowincjami państwa rzymskiego. Zwana przez Rzymian regina viarum (królową dróg), była odtąd ściśle związana z wielowiekową historią Rzymu. Tędy wyruszały legiony rzymskie na wschód i powracały stamtąd wojska, przemierzali ją kupcy, podróżni i posłańcy cesarscy. Była świadkiem najazdów będących przyczyną ostatecznego upadku imperium i jego stolicy. Według historycznej relacji na ok. 200-kilometrowym odcinku z Rzymu do Kapui w r. 71 p.n.e. ukrzyżowano 6 tysięcy niewolników z pokonanych oddziałów Spartakusa. Historia kościoła wiąże jeszcze Via Appia z zakończonym męczeńską śmiercią powrotem św. Piotra do Rzymu (ok. 64 r. n.e.), co upamiętnia wystawiony niedaleko Bramy św. Sebastiana kościół Santa Maria in Palmis, który zainspirował Henryka Sienkiewicza do napisania Quo vadis.

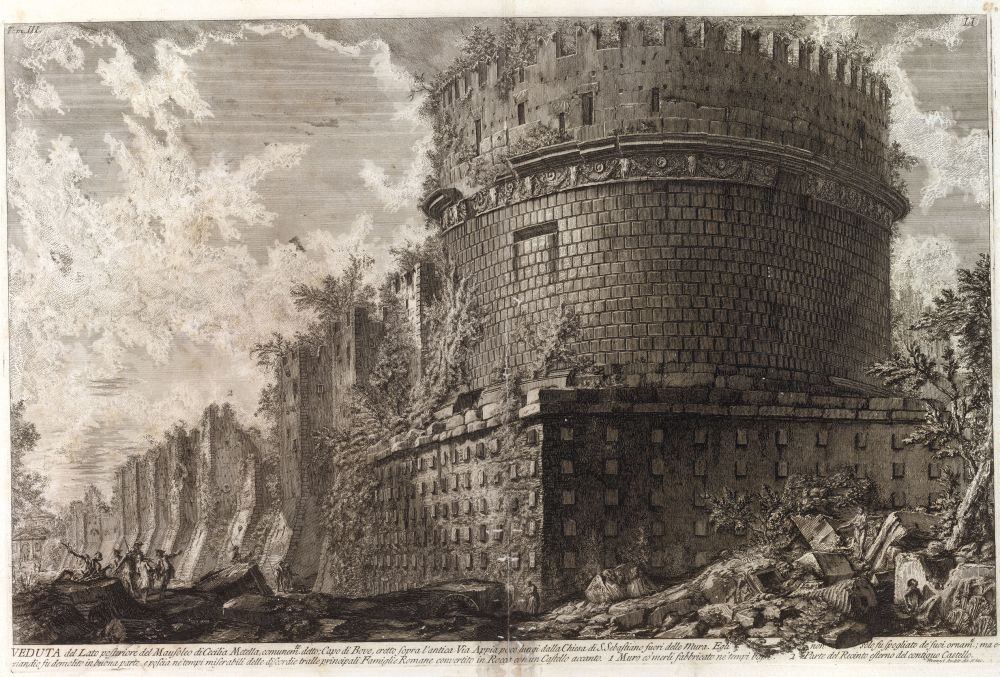
Grobowiec Cecylii Metelli przy Via Appia na XVIII-wiecznym sztychu G.B. Piranesiego

### Miejsce pochówków
Ponadto droga uchodziła za jedno z ulubionych miejsc przechadzek i spotkań mieszkańców Wiecznego Miasta. Była też główną aleją cmentarną: wzdłuż niej wznosiły się setki pomników grobowych, kolumbariów i monumentalnych grobowców najważniejszych rodów rzymskich, jak np. grobowiec Scypionów, grobowce Horacjuszów i Kuriacjuszów czy Waleriusza Romulusa, syna cesarza Maksencjusza; niektóre (grobowiec Cecylii Metelli) zachowały się dotychczas. Tradycje pochówków w tej okolicy przejęli chrześcijanie, choć ich cmentarze były podziemne; katakumby św. Sebastiana oraz św. Kaliksta zaliczane są do najstarszych i najpiękniejszych.